# Anandra strandi
Anandra strandi är en skalbaggsart som beskrevs av Stefan von Breuning 1940. Anandra strandi ingår i släktet Anandra och familjen långhorningar. Inga underarter finns listade i Catalogue of Life.